# Johann Schweinhammer
Johann Schweinhammer (* 6. Mai 1904 in Gänserndorf; † 9. Dezember 2003 ebenda) war ein österreichischer Politiker (ÖVP) und Landwirt. Schweinhammer war von 1945 bis 1949 Abgeordneter zum Nationalrat und von 1949 bis 1954 Abgeordneter zum Landtag von Niederösterreich.

## Leben
Schweinhammer besuchte die Volks- und Bürgerschule und absolvierte danach die Ackerbauschule Feldsberg. In der Folge übernahm er  1932 den landwirtschaftlichen Betrieb seiner Eltern.

## Politik
Er war lokalpolitisch aktiv und hatte zwischen 1933 und 1938 sowie von 1945 bis 1946 die Funktion eines Gemeinderats in Gänserndorf inne. Zudem war er von 1935 bis 1938 Bauernrat und Ortsschulrat sowie zwischen 1950 und 1958 Bezirksbauernratsobmann. Er vertrat die ÖVP zwischen dem 19. Dezember 1945 und dem 8. November 1949 im Nationalrat und war im Anschluss zwischen dem 5. November 1949 und dem 10. November 1954 Abgeordneter zum Niederösterreichischen Landtag. 